# ناو کرچ
ناو کرچ (به انگلیسی: Russian cruiser Kerch) یک کشتی است که طول آن ۱۷۳٫۴ متر (۵۶۸٫۹ فوت) می‌باشد. این کشتی در سال ۱۹۷۲ ساخته شد.